# Plugin
Pour les articles homonymes, voir add-on.
Cet article concerne les modules compilés chargeables sur demande. Pour les modules intégrés en JavaScript ou XUL, voir Extension (logiciel).

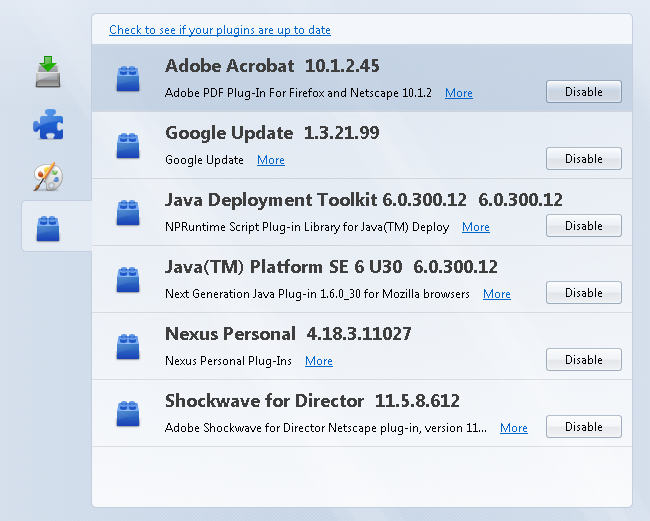
Copie d'écran de la liste des plugin par défaut proposée par Mozilla.

En informatique, un plugin ou plug-in, aussi nommé module d'extension, module externe, greffon, plugiciel, ainsi qu'add-in ou add-on, est un logiciel conçu pour être greffé à un autre logiciel à travers une interface prévue à cet effet, et apporter à ce dernier de nouvelles fonctionnalités.
Le terme plugin provient de la métaphore de la prise électrique standardisée, et souligne le fait que le logiciel hôte est conçu pour accueillir des logiciels étendant ses fonctionnalités, par opposition aux ajouts non prévus initialement apportés à l'aide de correctifs (patchs).
La plupart du temps, un plugin :
- ne peut pas fonctionner seul, car ses fonctionnalités ne prennent sens qu'au sein du logiciel hôte ;
- peut être mis au point sans concertation avec les auteurs du logiciel hôte.

## Terminologie
Le terme plugin ou plug-in (se prononçant /ˈplʌg.ɪn/) vient du verbe anglais to plug in qui signifie « brancher », composé de plug (prise, fiche, bouchon) et de in (dans).
Ce terme étant un anglicisme, de nombreux termes français ont été proposés pour le remplacer : module d’extension (terme recommandé en France par la DGLFLF et par la Communauté française de Belgique), module externe, greffon (dont l'étymologie signifie stylet) ou encore plugiciel. (terme proposé par l’Office québécois de la langue française en 1996 et approuvé par l'Académie française en 2009[réf. nécessaire]). La forme abrégée « extension » acceptée par la DGLFLF peut conduire à des confusions avec l'extension de nom de fichier, ou l'extension de logiciel, qui ont d'autres significations.

## Objectifs
Tous les logiciels ne sont pas capables de fonctionner à l'aide de plugin, le logiciel en question doit être conçu pour pouvoir communiquer avec des programmes extérieurs selon certaines règles que ces derniers doivent respecter pour qu'ils puissent échanger des informations. Les objectifs des auteurs choisissant de concevoir ce genre de logiciel est de pouvoir ajouter des fonctionnalités sans avoir à tout reprogrammer et également de permettre aux utilisateurs d'ajouter leurs propres fonctionnalités de manière indépendante. Idéalement, cette indépendance inclut la possibilité pour le logiciel principal d'évoluer tout en restant compatible avec les plugins existants ; cette condition est cependant loin d'être toujours remplie.

## Avantages
- Alléger le noyau de fonctionnalités secondaires, ce qui en allège la maintenance et diminue la surface de vulnérabilité aux attaques de sécurité.
- Modulariser le développement des fonctionnalités annexes en équipes indépendantes.
- Donner accès, pour une même fonction, à différentes solutions (chacune dans un plugin différent) : différentes implémentations ou algorithmes, différentes ressources mises en œuvre, différents publics, différents degrés de complexité, différents coûts (gratuit ou payant), etc.
- Avoir un aperçu concret d'une fonctionnalité qui sera ensuite éventuellement intégrée au logiciel principal dans une version améliorée.

## Architecture logicielle modulaire
Le plugin peut aussi être la base d’une architecture logicielle modulaire comme c’est le cas pour la plate-forme Eclipse et les bundles OSGi.
Dans les architectures logicielles statiques, la structure mise en œuvre est définie avant le lancement du programme (par exemple, dans un fichier de configuration). À titre d’exemple, l’interpréteur du langage PHP peut charger des plugins (pour prendre en compte le format ZIP, pour permettre l’accès à une base MySQL, etc.) selon les besoins décrits dans le fichier d’initialisation (php.ini).
Dans les architectures véritablement dynamiques, c’est l’application qui va elle-même recenser les plugins présents, bien souvent par examen de fichiers présents dans un répertoire dédié aux plugins. L’ajout et la suppression d’éléments dans le répertoire permet d’activer ou de désactiver les plugins correspondants. Certaines applications permettent le démarrage et l’arrêt d’un plugin alors qu’elles sont en fonctionnement. On parle alors de configuration à chaud ou hot-plug. Ces changements peuvent être déclenchés par l’utilisateur ou à l’occasion d’un autre évènement au sein de l’application. Toutefois, ce type d’architecture devient vite complexe du fait des dépendances qui peuvent exister entre les plugins. Pour illustrer le concept d’architecture dynamique, on peut considérer les systèmes d’exploitation où les services systèmes sont comparables à des plugins ajoutés et retirés au noyau. On retrouve également la notion de dépendances, par exemple au niveau du lien entre un service HTTP et un service TCP/IP.

### Standalone
Certains plugins peuvent aussi être utilisés comme logiciel à part entière, on dit alors qu'ils sont Standalone.

## Exemples

### Navigateurs
Parmi les plus fréquents se trouvent ceux ajoutant les supports de certains formats dans les navigateurs :
- Adobe Flash pour les animations Flash, surtout au format SWF ;
- Java pour les applets Java, utilisant des fichiers au format class ;
- QuickTime pour certains formats de sons et de vidéos ;
- Google plugin pour la visualisation Google Earth.

Microsoft proposait jusqu'à Windows XP des powertoys, qui sont des plugins pour Microsoft Windows.
Une partie des modules pour les navigateurs Web comme Firefox ou Seamonkey (et autres de la famille Mozilla) sont souvent nommés comme étant des plugins mais ne le sont pas, il s'agit d'extensions.

### Bureau
De nombreux logiciels pour la plateforme Gnome sont extensibles, via des plugins. Notamment, evince, eog, Nautilus et gedit, qui proposent tous une interface de programmation en Python pour ajouter des fonctionnalités au logiciel (de façon dynamique).

### Production audio
Les logiciels de composition musicale ou production sonore, comportent différents systèmes de plugins, tels que AU, DSSI, LADSPA, LV2 ou VST, permettant un nombre important de combinaisons. Des gestionnaires de systèmes de plugins, permettent d'utiliser dans des logiciels ne supportant que certains types de plugins audio, les autres types de plugins.

### Multimédia
Le lecteur multimédia VLC propose aussi une interface de programmation en Lua pour ajouter (dynamiquement) des fonctionnalités, comme le téléchargement automatique de sous-titres ou de paroles de chansons. Plus généralement, les lecteurs multimédia, audio et vidéo proposent généralement ce type de systèmes pour gérer des nouveaux formats, différents types d'entrées (télécommande, réseau, etc) ou sortie (paroles de chanson, etc).

## Plugin frameworks
Plusieurs frameworks permettent aux développeurs d’ajouter des plugins dans divers langages de programmation à leurs applications.
Pour le C++, il y a FxEngine Framework, qui permet le traitement de flux de données, et le framework Qt. Sur Delphi, le TMS Plugin Framework est supporté. Pour Java sont offerts deux plugins du projet Eclipse, soit le Java Plugin Framework (JPF) et le Rich Client Platform (RCP). Pour Python, on retrouve plusieurs options: Setuptools, Hive ERP Framework, Sprinkles et Envisage. On retrouve aussi beaucoup de frameworks pour .NET, comme Visual Assist, AL Platform, Mono Add-ins, Plux.NET et Managed Extensibility Framework. Enfin, il y a aussi Symphony pour PHP.